# Tom Loeffler
Thomas Gilbert "Tom" Loeffler, född 1 augusti 1946 i Fredericksburg i Texas, är en amerikansk republikansk politiker. Han var ledamot av USA:s representanthus 1979–1987.
Loeffler avlade 1971 juristexamen vid University of Texas och var bland annat verksam som advokat. År 1979 efterträdde han Bob Krueger som kongressledamot och efterträddes 1987 av Lamar S. Smith.